# Drakoreks
Drakoreks (Dracorex hogwartsia) – roślinożerny dinozaur z rodziny pachycefalozaurów (Pachycephalosauridae); jego nazwa oznacza "smoczego króla z Hogwartu".
Żył w epoce późnej kredy (ok. 71-65 mln lat temu) na terenach Ameryki Północnej. Długość ciała ok. 3 m, wysokość ok. 1,5 m, masa ok. 80-90 kg. Jego szczątki znaleziono w USA (w stanie Dakota Południowa).
Jack Horner przypuszcza, że skamieniałości określane jako drakoreks i stygimoloch należą tak naprawdę do młodych i dorastających pachycefalozaurów.